# Ernesto Jodos
Ernesto Jodos (* 15. Juli 1973 in Buenos Aires) ist ein argentinischer Jazzmusiker (Piano, Komposition).

## Leben und Wirken
Jodos erhielt im Alter von elf Jahren ersten Musikunterricht. Mit 16 Jahren besuchte er ein Seminar des Vibraphonisten Gary Burton und erhielt ein Stipendium für ein Studium in den Vereinigten Staaten, wo er bis 1993 am Berklee College of Music bei Sophia Rossoff, Marc Copland, Ed Bedner und Hal Crook studierte. In Nordamerika begann er seine professionelle Karriere, spielte mit Guillermo Klein's Big Van, Fernando Tarrés Arida Conta Group sowie Conrad Herwig und nahm ein Album mit Jeff Hirshfield, Donny McCaslin und Matt Pavolka auf.
Zurück in Argentinien arbeitete Jodos arbeitete mit wichtigen Jazzmusikern der Region. Gemeinsam mit Hernán Merlo und Conrad Herwig entstand 1997 das Album A pesar del Diablo. Er begleitete aber auch Raúl Carnota, Pedro Aznar, Mercedes Sosa und Lucho González. Sieben Alben nahm er bis 2008 als Solist und Leader auf: Sexteto, Cambio de celda, Apenas las doce, Solo y perspectiva, Trío und El jardín seco. Mit De/Generaciones veröffentlichte er 2006 auch ein Album mit Improvisationen für zwei Klaviere mit Gerardo Gandini. Mit dem Gitarristen Carlos Casazza folgte La Palabra Kilómetros, dann unter eigenem Namen Actividades Constructivas und Donde el mundo ocurre. Er ist auch auf Alben des Diana Arias Trio, Juan Pablo Hernández Quinteto, La Disidencia de las Máquinas, Relojeros ya no quedan zu hören.
Jodos lehrt an der Jazzabteilung am Conservatorio Superior de Música Manuel de Falla in Buenos Aires, deren Koordinator er ist. Weiterhin ist er Gastprofessor an der Manhattan School of Music, der Universidad Javeriana de Bogotá, der Escuela de Música Fernando Sor de Bogotá und der Universidad Nacional de Villa María. 

## Preise und Auszeichnungen
Von der Zeitung La Nación wurde Jodos mehrfach als bester argentinischer Jazzmusiker und bester Jazzpianist seit 2000 ausgezeichnet. So erhielt er den Premio Clarín-Preis als „Newcomer“ (2002) und „Jazzperson des Jahres“ (2004). Alben von ihm erhielten in den Jahren 2008 und 2009 mit Premios Gardel a la Música ausgezeichnet. 2005 erhielt er den Premio Konex de Platino in der Kategorie Jazzsolist.